# Kristof Lardenoit
Kristof Lardenoit est un footballeur belge né le 2 juillet 1983 à Saint-Gilles-Waes (Belgique).
Il évolue comme défenseur au KSV Tamise, en troisième division belge, depuis juin 2013.